# Osvaldo Biaín
Osvaldo Biaín (Capitán Sarmiento, Buenos Aires, 6 de octubre de 1955) es un exfutbolista argentino. Se desempeñaba como marcador central y tuvo una vasta trayectoria deportiva.

## Clubes
| Club                  | País      | Año       |
| --------------------- | --------- | --------- |
| Almirante Brown       | Argentina | 1980-1981 |
| San Lorenzo           | Argentina | 1981-1985 |
| Racing Club de Trelew | Argentina | 1985-1987 |
| Talleres (RdE)        | Argentina | 1988-1989 |
| Douglas Haig          | Argentina | 1989-1990 |

## Palmarés
| Equipo         | País      | Título    | Año     |
| -------------- | --------- | --------- | ------- |
| Talleres (RdE) | Argentina | Primera B | 1987-88 |